# Galianthe polygonoides
Galianthe polygonoides är en måreväxtart som beskrevs av Elsa Leonor Cabral och Nélida María Bacigalupo. Galianthe polygonoides ingår i släktet Galianthe och familjen måreväxter. Inga underarter finns listade i Catalogue of Life.